# Морг (фильм)
«Морг» (англ. Mortuary) — американский фильм ужасов 2005 года, режиссёра Тоуба Хупера. В главных ролях снялись Дэн Бёрд, Александра Ади и Дениз Кросби. Премьера картины состоялась 13 января 2006 года.

## Сюжет
После потери отца семья Дойл переезжает в маленький калифорнийский городок Санта-Лорана. Чтобы справиться с горем, мать семейства Лесли Дойл (Дениз Кросби) покупает старое похоронное бюро братьев Фаулер. Сын Лесли, Джонатан (Дэн Бёрд) узнаёт от Лиз (Александра Ади) городскую легенду, объясняющую страх местных жителей перед этим местом. Горожане подозревают, что под кладбищем земля неспокойна, а под моргом живёт садистское чудовище. Вскоре семья Дойл обнаруживает, что что-то скрывается в Санта-Лоране. То, что поднимает мёртвых из могил и питается смертью.

## Слоган
- «When the dead break free all hell breaks loose»

## В ролях
| Актёр          | Роль          |
| -------------- | ------------- |
| Дэн Берд       | Джонатан Дойл |
| Дениз Кросби   | Лесли Дойл    |
| Александра Ади | Лиз           |
| Роки Маркетт   | Грейди        |
| Баг Холл       | Кэл           |
| Тара Пейдж     | Сара          |
| Грег Трэвис    | Элиот Кук     |
| Кристи Джонсон | Дотти         |

## Отзывы
Фильм получил негативные отзывы и 2 % от Rotten Tomatoes.